# Кане, Михаил Азриельевич
Михаил Азриельевич Кане (1 мая 1943, Курган — 28 октября 2020, Санкт-Петербург) — советский и российский исполнитель и аранжировщик авторской песни, аккомпаниатор (гитара).

## Биография
Михаил Азриельевич Кане родился 1 мая 1943 года в городе Кургане, где семья была в эвакуации; после войны семья вернулась в Ленинград.
В 1966 году окончил Физико-механический факультет Ленинградского политехнического института имени М. И. Калинина по специальности «инженер-физик», кандидат технических наук. В течение 20 лет работал в НИИ. Затем — преподаватель в Ленинградском институте авиационного приборостроения (ныне — ГУАП); доцент кафедры компьютерных систем автоматизации.
Занимался туризмом, окончил школу инструкторов по туризму (инструктор по пешему, водному и горному туризму). В туристском походе в 17 лет впервые взял в руки гитару; позднее 3 года учился в школе гитары при ДК.
В начале 1960-х годов возглавлял секцию самодеятельной песни в кафе «Ровесник» (прозванном в народе «Серая лошадь»). 1961 год — первое концертное исполнение туристских песен.
С 1965 года, после появления абонементных концертов в клубе «Восток», постоянно там выступал, вёл концерты; избирался председателем Совета клуба (был им в течение 13 лет).
Выступал как исполнитель собственных песен на стихи многих известных поэтов и песен других бардов (как правило — в собственной аранжировке); в 1970—1980 годах выступал в дуэте с Галиной Астафьевой. С 1965 года — постоянный аккомпаниатор Александра Городницкого на его концертах в Ленинграде — Санкт-Петербурге и в ряде его зарубежных гастролей; в середине 1990-х впервые участвовал в записи альбома А. Городницкого на Петербургской студии грамзаписи (бывшее ленинградское отделение Всесоюзной фирмы «Мелодия»).
Неоднократный участник и член жюри фестивалей авторской песни, в том числе Грушинского фестиваля и фестиваля «Петербургский аккорд».
В течение 11 лет (с 1998 года) был автором и ведущим посвящённой авторской песне передачи «Не верь разлукам, старина!» на радио «Шансон» (Санкт-Петербург, FM 104.4), которая выходила по средам с 21 до 22 часов.
В 1998 году был удостоен диплома Царскосельской художественной премии.
Лауреат Художественной премии «Петрополь» 2007 года, присуждённой «за многолетнюю верность бардовской песне».
С 2001 года — художественный руководитель и продюсер проекта «Поёт Санкт-Петербург»; с постоянными авторами-исполнителями и приглашёнными музыкантами записано 5 альбомов. Участник авторско-исполнительского дуэта — Михаил Кане и Алёна Чугунова, в 2007 г. получившего лауреатские дипломы в конкурсе «Акустика» журнала «Петербургский музыкант» в двух номинациях: «Лучший дуэт» и «За лучшее исполнение чужой песни».

## Дискография
- 4 аудиокассеты (1994—1998): песни бардов — исполнение, гитара, аранжировка.
- Михаил Кане. Смотрите, что делает дождь! — Студия: «Ночное такси», 2000. — 12 треков. — Песни Михаила Кане на стихи Юрия Левитанского, Александра Городницкого, Новеллы Матвеевой, Роберта Бёрнса (в переводе Самуила Маршака).
- Михаил Кане. Единственные дни (Песни Михаила Кане на стихи поэтов XX века). — «Бомба-Питер», 2005. — 19 треков.
- Михаил Кане. Алёна Чугунова. Вот и лето прошло… (Памяти В. С. Берковского) — РАО, Manchester Files, 2006. — 14 треков.

### Альбомы ансамбля «Поёт Санкт-Петербург»
Художественный руководитель ансамбля — Михаил Кане.
- Песни бардов XX века. — Петербургская студия грамзаписи, 2001.
- Песни Александра Городницкого. — Петербургская студия грамзаписи, 2002.
- Песни страны, которой больше нет. — Петербургская студия грамзаписи, 2003.
- Хорошие были песни. — Manchester Files, CDMAN 208-04, 2004.
- 12 песен Булата Окуджавы. «К прогулкам в одиночестве пристрастье…» — Manchester Files, 2004.
- …Когда была война: Песни бардов о войне. — Manchester Files, 2005.

## Книги
- Сольницев Р. И., Кане М. А. Основы САПР: Учеб. пособие. — Л.: Ленингр. инс-т авиац. приборостроения, 1987. — 72 с. — 300 экз.[6]
- Михаил Кане. Время вдруг становится судьбой… Записки о Евгении Клячкине. — СПб.: Фонд русской поэзии, «Петрополь», 2000. — 76 с. — 400 экз. — ISBN 5-89108-048-6.